# Thérèse Geraldy
Thérèse Marie Rosine Geraldy, née le 18 juin 1884 à Paris 17e et morte à Paris 14e le 31 juillet 1965, est une artiste peintre française.

## Biographie
Thérèse Geraldy est la fille du peintre Louis Paul Lucien Géraldy et de Marie Anne Élisabeth Delsarte, professeur de dessin. Elle est cousine du sculpteur Maxime Real del Sarte et petite-fille du musicien François Delsarte.
Elle est élève à l'Académie Julian à Paris dans les ateliers de Marcel Baschet et d'Henri Royer, ainsi que de sa tante Magdeleine Real del Sarte. Elle se spécialise dans le portrait .
En 1910, elle obtient le prix Galimard-Jaubert (4 800 francs sur quatre ans) et, en 1939, est nommée chevalier de la Légion d'honneur, parrainée par son ancien professeur Marcel Baschet, commandeur de l'ordre.
Elle meurt à Paris le 31 juillet 1965.

## Expositions
- Salon de la société des artistes français :
  - de 1907 à 1909.
  - 1910 : deux portraits pour lesquels la Fondation Taylor lui attribue le prix Galimard-Jaubert [5].
  - 1925[6].
  - 1933 : Portrait de l'auteur de à Juan-les-Pins (Georges Krier)[7].
- 1937 : Paris, Exposition universelle (médaille d'argent)[8].

## Œuvres référencées
- La Favorite (1907) no 690[9]
- Berceuse orientale (1908)[10]
- Portrait de Paul Escudier (1908)[11]
- Portrait de James St-Vincent (1912)[12]
- Portrait de Tatiana Zoubov[13] Musée national des arts décoratifs Buenos-Aires[14]
- Portrait de Helen Templeton Pogue (1930)[15]